# Vila das Aves
Vila das Aves is een plaats (freguesia) in de Portugese gemeente Santo Tirso en telt 8458 inwoners (2011).
CD Aves is de betaaldvoetbalclub van Vila das Aves.